# Noetiidae
Famille
Synonymes
- Noetiinae Stewart, 1930[1]
- Striarcinae MacNeil, 1937[1]

Les Noetiidae sont une famille de mollusques bivalves de l'ordre des Arcida (anciennement Arcoida).

## Liste des genres
Selon World Register of Marine Species (2 décembre 2018) :
- genre Arcopsis Koenen, 1885
- genre Congetia M. Huber, 2010
- genre Didimacar Iredale, 1939
- genre Estellacar Iredale, 1939
- genre Mulinarca Iredale, 1939
- genre Noetia Gray, 1857
- genre Noetiella Thiele, 1931
- genre Quadrilatera Deshayes, 1860
- genre Ribriarca Noda, 1980
- genre Sheldonella Maury, 1917
- genre Stenocista Oliver & Cosel, 1993
- genre Striarca Conrad, 1862
- genre Verilarca Iredale, 1939